# Amy Mainzer
Amy Mainzer, née le 2 janvier 1974, est une astronome américaine spécialisée dans l'instrumentation astrophysique et l'astronomie infrarouge.

## Biographie
Amy Mainzer est titulaire de plusieurs diplômes : un baccalauréat universitaire en sciences (Physique) obtenu avec mention en 1995 à l'Université Stanford, une maîtrise en sciences (Astronomie) obtenue en 2001 au California Institute of Technology et un doctorat en astronomie (PhD) obtenu en 2003 à l'Université de Californie à Los Angeles.
De 1995 à 2003, elle est chercheuse principale (Principal Investigator) du Pointing Calibration & Reference Sensor (PCRS), l'un des instruments du télescope spatial infrarouge de la NASA Spitzer. Depuis 2003, elle travaille au Jet Propulsion Laboratory comme scientifique adjointe de projet (Deputy Project Scientist) pour la mission Wide-field Infrared Survey Explorer (WISE) puis comme chercheuse principale de la mission NEOWISE,. Elle occupe la même fonction sur le projet NEO Surveyor, une nouvelle mission de télescope spatial infrarouge proposée pour le programme Discovery. Depuis 2015 elle est Senior Research Scientist. 
L'astéroïde (316201) Malala, découvert le 23 juin 2010 par le programme NEOWISE, fut nommé d'après Malala Yousafzai, lauréate du Prix Nobel de la paix en 2014, à la demande d'Amy Mainzer. 
Dans une démarche de vulgarisation scientifique, Amy Mainzer apparaît régulièrement dans les médias. On peut ainsi la voir dans plusieurs épisodes des séries télévisées documentaires Les Mystères de l'Univers et How the Universe Works (en). Elle figure également dans le documentaire consacré à l'acteur Leonard Nimoy, For the Love of Spock (en), sorti en 2016.

## Distinctions
Amy Mainzer a été honorée plusieurs fois.
- NASA Exceptional Scientific Achievement Medal (2012)
- NASA Exceptional Achievement Medal (2011)
- Numerous group achievement awards for Spitzer, WISE, NEOWISE
- Lew Allen Award for Excellence (2010)
- NASA Graduate Student Research Program Fellowship (2001-2003)
- National Science Foundation Graduate Research Fellowship (1996-1999)

L'astéroïde (234750) Amymainzer est nommé en son honneur.